# Samarski Państwowy Instytut Kultury
Samarski Państwowy Instytut Kultury (ros. Самарский государственный институт культуры), poprzednio Samarska Państwowa Akademia Kultury i Sztuk (ros. Самарская государственная академия культуры и искусств) – rosyjska uczelnia państwowa typu akademickiego w Samarze, kształcąca w dziedzinie tradycyjnej sztuki i kultury oraz działalności społeczno-kulturalnej. 
Placówka powstała jako Kujbyszewski Państwowy Instytut Kultury w 1971, w 1991 została przemianowana na Samarski Państwowy Instytut Sztuk i Kultury, a w 1996 przekształcona w Samarską Państwową Akademię Kultury i Sztuk. W uczelni działa 5 instytutów i 31 katedr.
W 2014 decyzją Ministerstwa Kultury Federacji Rosyjskiej jedyna profesjonalna uczelnia wyższa o orientacji kreatywnej w regionie ponownie zmieniła nazwę na Samarski Państwowy Instytut Kultury. W tym czasie (od sierpnia 2009) na jej czele stała Zasłużona Działaczka Kultury Federacji Rosyjskiej, członek rzeczywisty Akademii Nauk Humanistycznych, dr kulturologii Ełleonora Kurulenko.